# Éruption solaire de 774-775
L'éruption solaire de 774-775 est une éruption solaire majeure, considérée comme la plus importante avec celle de 660 av. J.-C.,. Elle donne lieu au pic de carbone 14 de 774-775.